# Clifford Herschel Moore
Clifford Herschel Moore (* 11. März 1866 in Sudbury, Massachusetts; † 31. August 1931 in Cambridge, Massachusetts) war ein US-amerikanischer Klassischer Philologe und Religionswissenschaftler.

## Leben
Clifford Herschel Moore, der Sohn des Farmers und Privatiers John Herschel Moore, studierte ab 1885 Klassische Philologie an der Harvard University, wo er 1889 den Bachelorgrad erlangte. Anschließend unterrichtete er Latein an einer höheren Schule in Belmont (Kalifornien). Von 1892 bis 1894 war er Professor of Greek an der Phillips Academy in Andover (Massachusetts). 1894 wechselte er als Instructor of Latin an die University of Chicago. Auf Anregung von William Gardner Hale ging er 1896/97 für ein Jahr nach Deutschland, um an der Universität München seine Studien zu vertiefen. Dort beschäftigte sich Moore unter dem Einfluss von Eduard Wölfflin besonders mit der spätlateinischen Dichtung und wurde 1897 zum Dr. phil. promoviert (mit dem Prädikat summa cum laude). In seiner Dissertation wies er nach, dass die Schriften Mathesis und De errore profanarum religionum von demselben Autor stammen, Julius Firmicus Maternus, der vor der Abfassung von De errore zum Christentum konvertiert sei.
Nach seiner Rückkehr (1897) wurde Moore zum Assistant Professor of Latin und im März 1898 zum Dekan ernannt. Im Juni 1898 wechselte er an die Harvard University (als Assistant Professor of Greek and Latin), wo er bis zu seinem Lebensende wirkte. 1905 wurde er zum Professor of Latin ernannt, 1925 zum Pope Professor of Latin. Während seiner Zeit in Harvard machte sich Moore besonders um die Universitätsverwaltung verdient. Als kommissarischer Dekan (1918/19) reorganisierte er nach dem Ersten Weltkrieg die Tutorien, die Studentenauswahl und die Bachelor-Prüfungsbestimmungen. Er trug dazu bei, den Übergang von den höheren Schulen zur Universität zu erleichtern. Von 1925 bis zu seinem Tod (1931) war er Dekan der Faculty of Arts and Sciences.
Auch als Forscher und Dozent profilierte sich Moore während seiner Zeit in Harvard. Ab 1902 war er lebenslanger Trustee der Phillips Academy, 1905/1906 Gastprofessor an der American School of Classical Studies in Rome, 1914 Dozent am Lowell Institute in Boston, außerdem Mitglied der American Academy of Arts and Sciences (1910), der Classical Association of New England (Präsident 1910/1911) und der American Philological Association (Präsident 1919/1920). Das Colorado College verlieh ihm 1914 die Ehrendoktorwürde (Litt.D.).

## Wissenschaftliches Werk
Moore beschäftigte sich mit weiten Bereichen der antiken Literatur, sowohl der griechischen als auch der römischen. Sein Forschungsschwerpunkt war seit seiner Promotion die antike Religion. Neben zahlreichen Einzelstudien zum attischen Drama, zur römischen Epos, zur antiken Geschichtsschreibung und zu orientalischen Kulten legte Moore auch Textausgaben und Monografien vor. Aus seinen Vorlesungen im Lowell Institute (1914) entstand die überblicksartige, detaillierte Monografie Religious Thought of the Greeks (1916). Kurz vor seinem Tod schloss er noch eine umfassende Studie zur Unsterblichkeit der Seele nach antiken Glaubensvorstellungen ab, die postum erschien.
Moores erste Textausgabe war eine Neubearbeitung von Euripides’ Medea (1900) nach der Ausgabe seines akademischen Lehrers Frederic De Forest Allen, die 1876 erschienen war. 1902 gab Moore eine kommentierte Ausgabe der Oden und Epoden des Horaz heraus. Ein Spätwerk war die zweisprachige Ausgabe von Tacitus’ Historien für die Loeb Classical Library (erschienen 1925–1937).
Moore betätigte sich auch als Didaktiker: Er veröffentlichte lateinische Elementarbücher für die Schule und die Universität.

## Schriften (Auswahl)
- Julius Firmicus Maternus, der Heide und der Christ. München 1897 (Dissertation)
- The Medea of Euripides. Zweite Auflage, Boston 1900
- Horace. The Odes, Epodes and Carmen Saeculare. New York 1902
- A First Latin Book. New York 1903
- mit John J. Schlichter: The Elements of Latin. New York 1906
- Religious Thought of the Greeks. Cambridge (MA) 1916. Zweite Auflage, Cambridge (MA) 1925
- Cornelius Tacitus: The Histories. Zwei Bände, London/New York 1925–1937 (LCL)
- Ancient Beliefs in the Immortality of the Soul. London/New York 1931